# Liste des titres musicaux numéro un au Royaume-Uni en 1995
Cette page liste les titres classés no 1 des ventes de disques au Royaume-Uni pour l'année 1995 selon The Official Charts Company.
Les classements hebdomadaires prennent en compte les ventes physiques et sont issus des 100 meilleures ventes de singles (UK Singles Chart) et des 100 meilleures ventes d'albums (UK Albums Chart). Ils sont dévoilés le dimanche.

## Classement des singles
| №  | Date         | Artiste                                                | Titre                                                                     | Référence |
| -- | ------------ | ------------------------------------------------------ | ------------------------------------------------------------------------- | --------- |
| 1  | 1er janvier  | East 17                                                | Stay Another Day (en)                                                     |           |
| 2  | 8 janvier    | Rednex                                                 | Cotton Eye Joe                                                            |           |
| 3  | 15 janvier   | Rednex                                                 | Cotton Eye Joe                                                            |           |
| 4  | 22 janvier   | Rednex                                                 | Cotton Eye Joe                                                            |           |
| 5  | 29 janvier   | Céline Dion                                            | Think Twice                                                               |           |
| 6  | 5 février    | Céline Dion                                            | Think Twice                                                               |           |
| 7  | 12 février   | Céline Dion                                            | Think Twice                                                               |           |
| 8  | 19 février   | Céline Dion                                            | Think Twice                                                               |           |
| 9  | 26 février   | Céline Dion                                            | Think Twice                                                               |           |
| 10 | 5 mars       | Céline Dion                                            | Think Twice                                                               |           |
| 11 | 12 mars      | Céline Dion                                            | Think Twice                                                               |           |
| 12 | 19 mars      | Cher, Chrissie Hynde et Neneh Cherry avec Eric Clapton | Love Can Build a Bridge                                                   |           |
| 13 | 26 mars      | The Outhere Brothers                                   | Don't Stop (Wiggle Wiggle)                                                |           |
| 14 | 2 avril      | Take That                                              | Back for Good                                                             |           |
| 15 | 9 avril      | Take That                                              | Back for Good                                                             |           |
| 16 | 16 avril     | Take That                                              | Back for Good                                                             |           |
| 17 | 23 avril     | Take That                                              | Back for Good                                                             |           |
| 18 | 30 avril     | Oasis                                                  | Some Might Say                                                            |           |
| 19 | 7 mai        | Livin' Joy (en)                                        | Dreamer                                                                   |           |
| 20 | 14 mai       | Robson & Jerome (en)                                   | Unchained Melody / (There'll Be Bluebirds Over) The White Cliffs of Dover |           |
| 21 | 21 mai       | Robson & Jerome (en)                                   | Unchained Melody / (There'll Be Bluebirds Over) The White Cliffs of Dover |           |
| 22 | 28 mai       | Robson & Jerome (en)                                   | Unchained Melody / (There'll Be Bluebirds Over) The White Cliffs of Dover |           |
| 23 | 4 juin       | Robson & Jerome (en)                                   | Unchained Melody / (There'll Be Bluebirds Over) The White Cliffs of Dover |           |
| 24 | 11 juin      | Robson & Jerome (en)                                   | Unchained Melody / (There'll Be Bluebirds Over) The White Cliffs of Dover |           |
| 25 | 18 juin      | Robson & Jerome (en)                                   | Unchained Melody / (There'll Be Bluebirds Over) The White Cliffs of Dover |           |
| 26 | 25 juin      | Robson & Jerome (en)                                   | Unchained Melody / (There'll Be Bluebirds Over) The White Cliffs of Dover |           |
| 27 | 2 juillet    | The Outhere Brothers                                   | Boom Boom Boom                                                            |           |
| 28 | 9 juillet    | The Outhere Brothers                                   | Boom Boom Boom                                                            |           |
| 29 | 16 juillet   | The Outhere Brothers                                   | Boom Boom Boom                                                            |           |
| 30 | 23 juillet   | The Outhere Brothers                                   | Boom Boom Boom                                                            |           |
| 31 | 30 juillet   | Take That                                              | Never Forget                                                              |           |
| 32 | 6 août       | Take That                                              | Never Forget                                                              |           |
| 33 | 13 août      | Take That                                              | Never Forget                                                              |           |
| 34 | 20 août      | Blur                                                   | Country House                                                             |           |
| 35 | 27 août      | Blur                                                   | Country House                                                             |           |
| 36 | 3 septembre  | Michael Jackson                                        | You Are Not Alone                                                         |           |
| 37 | 10 septembre | Michael Jackson                                        | You Are Not Alone                                                         |           |
| 38 | 17 septembre | Shaggy                                                 | Boombastic (en)                                                           |           |
| 39 | 24 septembre | Simply Red                                             | Fairground                                                                |           |
| 40 | 1er octobre  | Simply Red                                             | Fairground                                                                |           |
| 41 | 8 octobre    | Simply Red                                             | Fairground                                                                |           |
| 42 | 15 octobre   | Simply Red                                             | Fairground                                                                |           |
| 43 | 22 octobre   | Coolio feat. L. V.                                     | Gangsta's Paradise                                                        |           |
| 44 | 29 octobre   | Coolio feat. L. V.                                     | Gangsta's Paradise                                                        |           |
| 45 | 5 novembre   | Robson & Jerome (en)                                   | I Believe / Up on the Roof                                                |           |
| 46 | 12 novembre  | Robson & Jerome (en)                                   | I Believe / Up on the Roof                                                |           |
| 47 | 19 novembre  | Robson & Jerome (en)                                   | I Believe / Up on the Roof                                                |           |
| 48 | 26 novembre  | Robson & Jerome (en)                                   | I Believe / Up on the Roof                                                |           |
| 49 | 3 décembre   | Michael Jackson                                        | Earth Song                                                                |           |
| 50 | 10 décembre  | Michael Jackson                                        | Earth Song                                                                |           |
| 51 | 17 décembre  | Michael Jackson                                        | Earth Song                                                                |           |
| 52 | 24 décembre  | Michael Jackson                                        | Earth Song                                                                |           |
| 53 | 31 décembre  | Michael Jackson                                        | Earth Song                                                                |           |

## Classement des albums
| №  | Date         | Artiste              | Titre                                      | Référence |
| -- | ------------ | -------------------- | ------------------------------------------ | --------- |
| 1  | 1er janvier  | The Beautiful South  | Carry On up the Charts                     |           |
| 2  | 8 janvier    | The Beautiful South  | Carry On up the Charts                     |           |
| 3  | 15 janvier   | The Beautiful South  | Carry On up the Charts                     |           |
| 4  | 22 janvier   | Céline Dion          | The Colour of My Love                      |           |
| 5  | 29 janvier   | Céline Dion          | The Colour of My Love                      |           |
| 6  | 5 février    | Céline Dion          | The Colour of My Love                      |           |
| 7  | 12 février   | Céline Dion          | The Colour of My Love                      |           |
| 8  | 19 février   | Céline Dion          | The Colour of My Love                      |           |
| 9  | 26 février   | Céline Dion          | The Colour of My Love                      |           |
| 10 | 5 mars       | Bruce Springsteen    | Greatest Hits                              |           |
| 11 | 12 mars      | Annie Lennox         | Medusa                                     |           |
| 12 | 19 mars      | Elastica             | Elastica                                   |           |
| 13 | 26 mars      | Céline Dion          | The Colour of My Love                      |           |
| 14 | 2 avril      | The Boo Radleys      | Wake Up!                                   |           |
| 15 | 9 avril      | Bruce Springsteen    | Greatest Hits                              |           |
| 16 | 16 avril     | Wet Wet Wet          | Picture This (en)                          |           |
| 17 | 23 avril     | Wet Wet Wet          | Picture This (en)                          |           |
| 18 | 30 avril     | Wet Wet Wet          | Picture This (en)                          |           |
| 19 | 7 mai        | Take That            | Nobody Else                                |           |
| 20 | 14 mai       | Take That            | Nobody Else                                |           |
| 21 | 21 mai       | Paul Weller          | Stanley Road                               |           |
| 22 | 28 mai       | Alison Moyet         | Singles                                    |           |
| 23 | 4 juin       | Pink Floyd           | P.U.L.S.E                                  |           |
| 24 | 11 juin      | Pink Floyd           | P.U.L.S.E                                  |           |
| 25 | 18 juin      | Michael Jackson      | HIStory: Past, Present and Future – Book I |           |
| 26 | 25 juin      | Bon Jovi             | These Days                                 |           |
| 27 | 2 juillet    | Bon Jovi             | These Days                                 |           |
| 28 | 9 juillet    | Bon Jovi             | These Days                                 |           |
| 29 | 16 juillet   | Bon Jovi             | These Days                                 |           |
| 30 | 23 juillet   | Supergrass           | I Should Coco                              |           |
| 31 | 30 juillet   | Supergrass           | I Should Coco                              |           |
| 32 | 6 août       | Supergrass           | I Should Coco                              |           |
| 33 | 13 août      | Black Grape          | It's Great When You're Straight...Yeah     |           |
| 34 | 20 août      | Black Grape          | It's Great When You're Straight...Yeah     |           |
| 35 | 27 août      | Boyzone              | Said and Done                              |           |
| 36 | 3 septembre  | The Charlatans       | The Charlatans                             |           |
| 37 | 10 septembre | The Levellers        | Zeitgeist                                  |           |
| 38 | 17 septembre | Blur                 | The Great Escape                           |           |
| 39 | 24 septembre | Blur                 | The Great Escape                           |           |
| 40 | 1er octobre  | Mariah Carey         | Daydream                                   |           |
| 41 | 8 octobre    | Oasis                | (What's the Story) Morning Glory?          |           |
| 42 | 15 octobre   | Simply Red           | Life                                       |           |
| 43 | 22 octobre   | Simply Red           | Life                                       |           |
| 44 | 29 octobre   | Simply Red           | Life                                       |           |
| 45 | 5 novembre   | Pulp                 | Different Class                            |           |
| 46 | 12 novembre  | Queen                | Made in Heaven                             |           |
| 47 | 19 novembre  | Robson & Jerome (en) | Robson & Jerome                            |           |
| 48 | 26 novembre  | Robson & Jerome (en) | Robson & Jerome                            |           |
| 49 | 3 décembre   | Robson & Jerome (en) | Robson & Jerome                            |           |
| 50 | 10 décembre  | Robson & Jerome (en) | Robson & Jerome                            |           |
| 51 | 17 décembre  | Robson & Jerome (en) | Robson & Jerome                            |           |
| 52 | 24 décembre  | Robson & Jerome (en) | Robson & Jerome                            |           |
| 53 | 31 décembre  | Robson & Jerome (en) | Robson & Jerome                            |           |

## Meilleures ventes de l'année
Le duo Robson & Jerome, formé par Robson Green et Jerome Flynn, réalise la meilleure vente de singles de l'année avec un single double face A, Unchained Melody / White Cliffs of Dover, qui s'est écoulé à 1 390 000 exemplaires. Au mois de juin 2019, le nombre de copies vendues s'élève à 1 870 000, il s'agit de la deuxième meilleure vente pour un premier single, juste derrière Relax de Frankie Goes to Hollywood. C'est également le 14e plus grand succès de tous les temps au Royaume-Uni.
Il est à noter que la chanson Unchained Melody avait déjà terminé en tête des ventes de l'année 1990 avec la version interprétée par The Righteous Brothers.
Robson & Jerome réalisent aussi la troisième meilleure vente de l'année 1995 avec un autre single double face A, I Believe / Up on the Roof, écoulé celui-ci à 835 000 exemplaires.
Le rappeur américain Coolio, avec L.V. en featuring, vient s'intercaler en deuxième position avec Gangsta's Paradise qui s'est vendu 882 000 fois. Aux quatrième et cinquième rangs on trouve respectivement le groupe Take That avec Back for Good (721 000 ventes) et Céline Dion avec Think Twice (696 000 ventes).
| Singles | Albums |
| --- | --- |
| 1. Robson & Jerome – Unchained Melody / White Cliffs of Dover 2. Coolio feat. L.V. - Gangsta's Paradise 3. Robson & Jerome – I Believe / Up on the Roof 4. Take That - Back for Good 5. Céline Dion - Think Twice 6. Michael Jackson - Earth Song 7. Simply Red - Fairground 8. Everything But the Girl - Missing 9. Michael Jackson - You Are Not Alone 10. Oasis – Wonderwall | 1. Robson & Jerome – Robson & Jerome 2. Oasis - (What's the Story) Morning Glory? 3. Céline Dion - The Colour of My Love 4. Simply Red - Life 5. Michael Jackson - HIStory 6. Paul Weller - Stanley Road 7. Queen - Made in Heaven 8. Blur - The Great Escape 9. Wet Wet Wet - Picture This 10. Pulp - Different Class |